# Bukovac Podvrški
Bukovac Podvrški je naselje u Hrvatskoj u sastavu općine Skrada. Nalazi se u Primorsko-goranskoj županiji.

## Zemljopis
Sjeverozapadno su Rasohe i Trški Lazi, sjeveroistočno je Hosnik, istočno su Podslemeni Lazi, Gorani i Smišljak, jugoistočno su Žrnovac i Sleme Skradsko.

## Stanovništvo
| broj stanovnika | 28    | 24    | 24    | 23    | 25    | 17    | 14    | 18    | 25    | 16    | 11    |       |       |       |       |       |       |
|                 | 1857. | 1869. | 1880. | 1890. | 1900. | 1910. | 1921. | 1931. | 1948. | 1953. | 1961. | 1971. | 1981. | 1991. | 2001. | 2011. | 2021. |